# Устилаговые
Устилаговые, или устиляговые (лат. Ustilaginaceae), — семейство грибов-устомицетов из порядка головнёвых грибов. Паразитируют на различных органах цветковых растений, чаще на генеративных.

## Описание
Сорусы могут быть свободными или покрытыми перидием. Часто содержат структуры из стерильного мицелия, такие как колумелла, тяжи, псевдопаренхима, капиллициевидные гифы, отдельные стерильные клетки или их скопления. Споры одиночные, сдвоенные или в клубочках, степень спаянности которых может различаться. Форма спор шаровидная, эллипсоидальная, реже угловатая. Поверхность гладкая или с разнообразной скульптурой. Пигментация обычно тёмная, но иногда может быть светлой. Прорастают с образованием фрагмобазидий, на отдельных участках которых формируется неограниченное количество базидиоспор, которые обычно расположены латерально. Как фрагмобазидии, так и базидиоспоры способны к почкованию.

## Таксономия
Согласно базе данных Catalogue of Life на август 2023 года семейство включает свыше 740 видов из 29 родов:
- Ahmadiago
- Aizoago
- Anomalomyces
- Anthracocystis
- Bambusiomyces
- Centrolepidosporium
- Dirkmeia
- Endothlaspis
- Eriocaulago
- Eriomoeszia
- Eriosporium
- Franzpetrakia
- Kalmanozyma
- Langdonia
- Macalpinomyces
- Melanopsichium
- Moesziomyces
- Mycosarcoma
- Parvulago
- Pattersoniomyces
- Pseudozyma
- Shivasia
- Sporisorium
- Stollia
- Tolyposporidium
- Tranzscheliella
- Triodiomyces
- Ustilagotypus
- Yunchangia